# Oinacu
Oinacu est une commune roumaine située dans le județ de Giurgiu.